# 185364 Sunweihsin
185364 Sunweihsin è un asteroide della fascia principale. Scoperto nel 2006, presenta un'orbita caratterizzata da un semiasse maggiore pari a 2,4172896 UA e da un'eccentricità di 0,1546864, inclinata di 4,87437° rispetto all'eclittica.